# FK4
Der FK4, vollständiger Titel Fourth Fundamental Catalogue (vierter Fundamentalkatalog), war für ungefähr 40 Jahre der wichtigste Fundamentalkatalog und repräsentierte über Jahrzehnte das himmlische (zälestische) Koordinatensystem.
Er diente der Astronomie und der Geodäsie ab 1963 als die genaueste Realisierung eines Bezugssystems für die Koordinaten Rektaszension und Deklination. Mit seinen zugrundeliegenden Konstanten stellte er auch ein präzises Modell für Aufgaben im Planetensystem bereit sowie als weitgehendes Inertialsystem für die extragalaktische Astronomie.
Der FK4 enthält 1535 Fundamentalsterne (d. h. auf mindestens 0,1″ genau vermessene Sterne), deren Sternörter aus relativen und absoluten Methoden der Astrometrie ermittelt wurden. Die Messungen verschiedener Epochen wurden auf die Standard-Epoche B1950.0 transformiert.
Die 1535 Sterne gehen auf 873 Sterne des Vorgänger-Katalogs FK3 (Heidelberg 1937) zurück und auf dessen 661 Supplementsterne, die damals noch etwas weniger genau bestimmt waren. Insgesamt weisen sie eine nahezu homogene Verteilung und Genauigkeit (durchschnittlich ±0,1″) über den ganzen Himmel auf.
Im System sind auch genaue Eigenbewegungen jedes Sterns enthalten, sodass ihre Positionen einige Jahrzehnte weit in die Zukunft und in die Vergangenheit umgerechnet werden können. Sie beziehen sich mit großer Genauigkeit auf ein ruhendes („inertiales“) System.
| Kurzname         | Sternanzahl | Titel                                                            | Publiziert | Messung Örter | Messung Eigenbewegungen | Überdeckung                                              |
| ---------------- | ----------- | ---------------------------------------------------------------- | ---------- | ------------- | ----------------------- | -------------------------------------------------------- |
| Auwers, A., 1879 | 539         | Fundamentalkatalog für Zonenbeobachtungen am Nördl. Himmel       | 1879       | Ø 1860        | ≈1850–1870              | bis Dekl.= −10° Anm. 1                                   |
| Peters, J., 1907 | 925         | Neuer FK Berliner Astr.Jahrbuch nach den Grundlagen von Auwers   | 1907       | Ø 1880        | 1745–1900               | bis Dekl.= −89°                                          |
| FK3              | 873         | Dritter Fundamentalkatalog des Berliner Astronomischen Jahrbuchs | 1937       | 1912–1915     |                         | ab hier über ganzen Himmel, mit Epochen 1900, 1950, 2000 |
| FK3sup           | 662         | (Zusatzsterne, Band II)                                          | 1938       | Ø 1913        | 1845–1930               | ab hier über ganzen Himmel, mit Epochen 1900, 1950, 2000 |
| FK4              | 1.535       | Fourth Fundamental Catalogue                                     | 1963       | Ø 1950        |                         | ab hier über ganzen Himmel, mit Epochen 1900, 1950, 2000 |
| FK4sup           | 1.111       | Supplement Stars FK4/5                                           | ≈1965      |               |                         | ab hier über ganzen Himmel, mit Epochen 1900, 1950, 2000 |
| FK5              | 1.535       | Fifth Fundamental Catalogue                                      | 1988       | Ø 1975        |                         | ab hier über ganzen Himmel, mit Epochen 1900, 1950, 2000 |
| FK5sup           | 3.117       | Supplement Stars of FK5                                          | 1991       |               |                         | ab hier über ganzen Himmel, mit Epochen 1900, 1950, 2000 |
| Hipp. Anm. 2     | 118.000     | Hipparcos-Katalog                                                | 1998       | 1989–1993     | 1989–1993               | ab hier über ganzen Himmel, mit Epochen 1900, 1950, 2000 |
| FK6              | 4.150       | Sixth Catalogue of Fundamental Stars                             | 1999, 2000 | Ø 1992        |                         | ab hier über ganzen Himmel, mit Epochen 1900, 1950, 2000 |